# Aloe barberae x vaombe 'Goliath'
Aloe barberae x vaombe 'Goliath' é uma espécie de liliopsida do gênero Aloe, pertencente à família Asphodelaceae.